# ヌエストラ・セニョーラ・デ・ロレート
ヌエストラ・セニョーラ・デ・ロレート伝道所 (Reducción de Nuestra Señora de Loreto) は、アルゼンチン・ミシオネス州カンデラリア県にあるイエズス会伝道所跡のひとつ。グアラニー族のキリスト教化などを目的として1610年に建造されたものであり、1767年のイエズス会退去令の後に放棄された。
1984年に「グアラニーのイエズス会伝道所群」の一つとしてユネスコの世界遺産に登録されたが、現在は植物が生い茂っている遺跡となっていて、サン・イグナシオ・ミニなどと比べると、保存状態が良いとはいえない。